# Trockenrasen

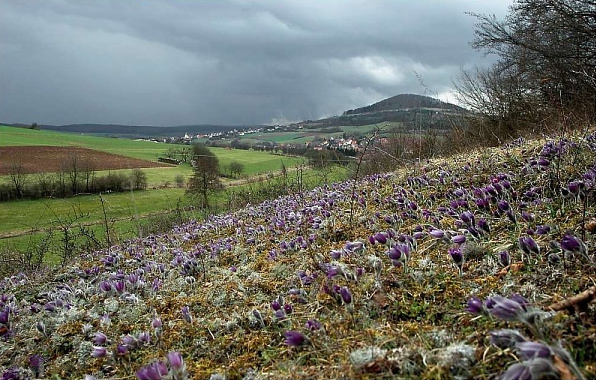
Halbtrockenrasen (Mesobromion erecti) auf einem südexponierten Muschelkalkhang in der Rhön, mit reichen Beständen der Gewöhnlichen Kuhschelle

Trockenrasen sind besondere Biotope, die sich an trockenen, nährstoffarmen Standorten ausbilden. In dem von Trockenheit geprägten Magerrasen wachsen niedrige Kraut- und Halbstrauchpflanzen. Typisch sind Arten der Steppenvegetation, aber auch Hochgebirgsarten und Orchideen kommen häufig vor.

## Standortbedingungen

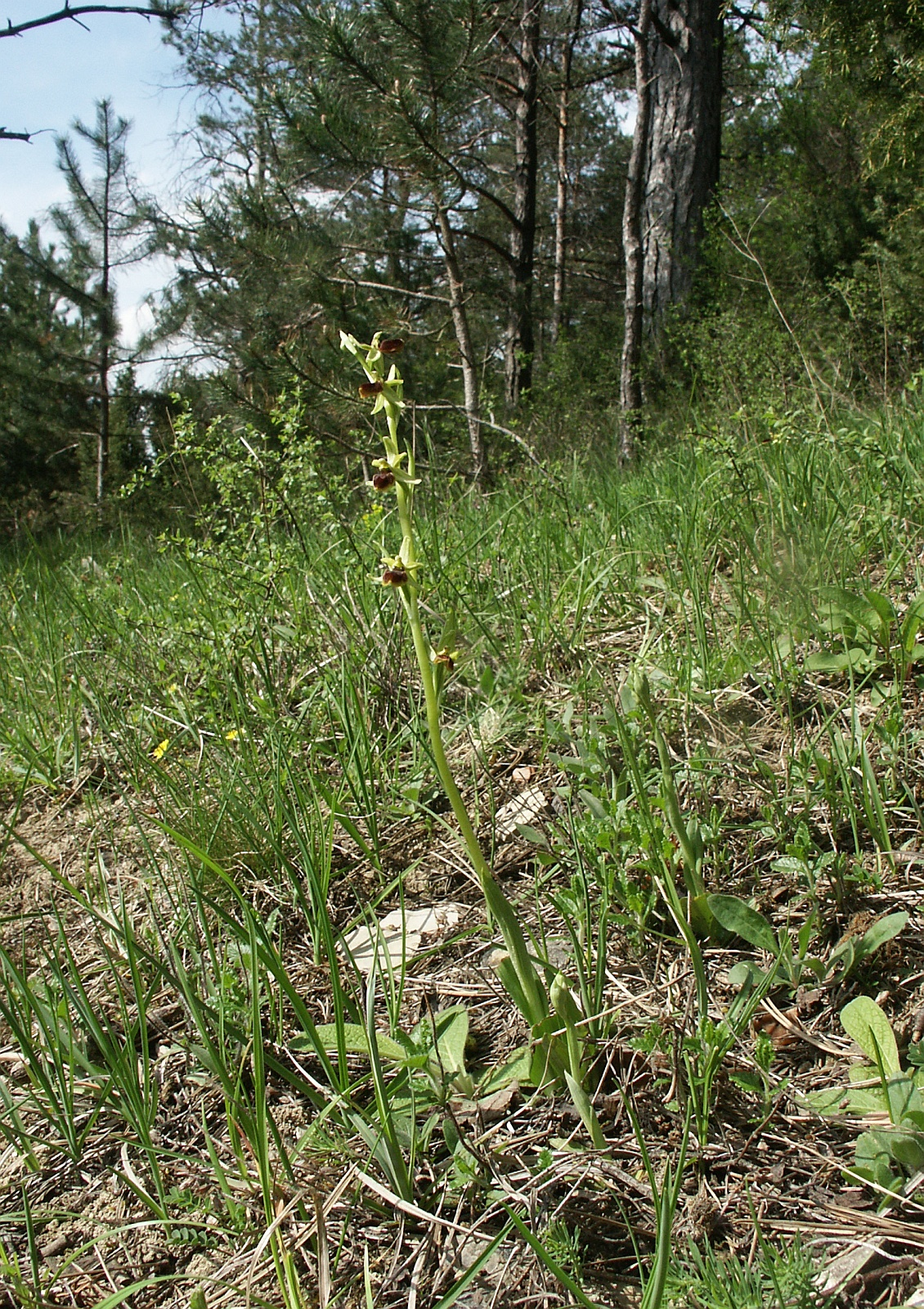
Besonders warme Kalktrockenrasen sind der bevorzugte Standort der Kleinen Spinnen-Ragwurz

Trockenrasen entwickeln sich auf trockenen Standorten mit nur gering entwickeltem, flachgründigem Bodenprofil. Bodentypen, auf denen sich Trockenrasengesellschaft entwickeln, sind Syroseme (auf Lockergestein wie z. B. Sand), Rendzinen (auf Kalkgestein), Ranker (auf Silikatgestein).
Die Standorte liegen oft auf südlich exponierten Hängen mit guten Drainagebedingungen. Aber auch kiesig-sandige Flachlandböden mit gutem Sickervermögen begünstigen die Entwicklung von Trockenrasen. Das meist schon spärliche Niederschlagsangebot wird schnell abgeführt bzw. verdunstet. Zusätzlich zu den Feuchtebedingungen können derartige Standorte auf einem Steilhang einer verstärkten Massenbewegung unterliegen (Solifluktion).
Als Folge dieser Bedingungen besitzen die vorhandenen Bodenprofile nur einen niedrigen Entwicklungsstand und geringes Nährstoffnachlieferungsvermögen.

## Entstehung
Wegen des Wasser- und Nährstoffmangels siedeln sich auf Trockenrasen Pflanzenarten an, die eine hohe Trockenheitsresistenz besitzen. Diese Arten könnten zwar auch an besser versorgten Standorten existieren, unterliegen dort aber anderen Pflanzen wegen ihrer nur geringen Konkurrenzkraft.
Der Trockenrasen als natürliche Pflanzengesellschaft an nährstoffarmen Standorten existiert nur in seltenen Fällen, zum Beispiel an steilen Hängen. Viele Vertreter dieses Typs wurden in ihrer Entwicklung begünstigt durch extensive landwirtschaftliche Nutzung (einschürige Mähwiesen oder Schafweiden) auf trockenen, nährstoffarmen Flächen.
Als ungewöhnliche Beispiele können sandige, flachgründige Flächen auf ehemaligen Truppenübungsplätzen genannt werden. Das ständige Aufreißen der Vegetationsdecke durch Kettenfahrzeuge führte zu ähnlichen Entstehungsbedingungen (Beispiel: Mainzer Sand).

## Untergliederung
Die Vegetationsform Trockenrasen kann nach Standortbedingungen und Ausprägung untergliedert werden. Eine wichtige Rolle spielt dabei das Gestein (Sand, Kalkgestein, Silikatgestein).

### Sandtrockenrasen

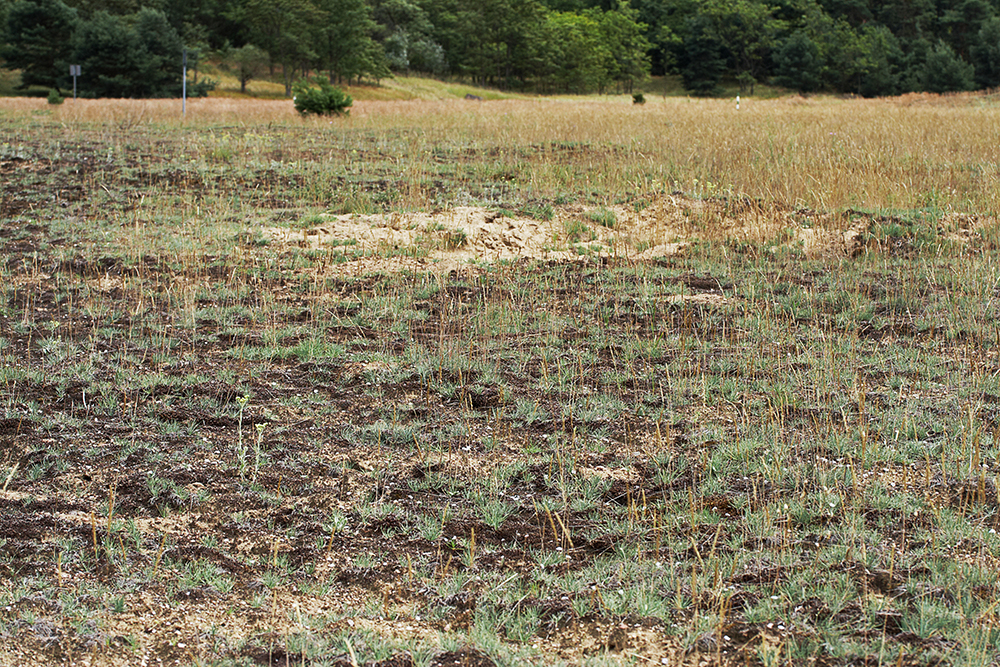
Sand-Trockenrasen mit Blauschillergras, Moosen und offenen Bodenanrissen im Sandgebiet bei Darmstadt

Sand-Trockenrasen sind schwachwüchsige, von Gräsern und niedrigwüchsigen Pflanzen beherrschte Pflanzengesellschaften auf verhältnismäßig humus- und nährstoffarmen Sandböden. Die bestimmenden Merkmale dieses Biotops sind die geringe Speicherfähigkeit von Wasser, der geringe Nährstoffgehalt des Bodensubstrats und relativ extreme Temperaturunterschiede. Am Tag kann ein rascher hoher Temperaturanstieg unter Sonneneinstrahlung und nachts eine ebenso schnelle Abkühlung vorkommen.
Der magere, aber artenreiche Sandtrockenrasen oder Sand-Magerrasen ist vor allem in Landschaften mit eiszeitlich geprägten waldfreien, sandigen Höhenrücken und Moränenzungen anzutreffen. Die lockere, oft auch lückenhafte Vegetation aus Gräsern und niedrig wachsenden Kräutern ist graugrün bis bräunlich gefärbt.
Flora: Typische Pflanzenarten sind u. a. die Sand-Grasnelke, die Heide-Nelke, das Bergsandglöckchen, Fetthennen-Arten und das Acker-Hornkraut. Sand-Magerrasen können außerdem sehr flechtenreich sein.
Fauna: Zahlreiche Tierarten – besondere unter den Insekten – sind an den Lebensraum Sandtrockenrasen angepasst. Darunter sind viele Arten, die auch vegetationsfreie Bereiche in den Magerrasen benötigen, da sich der Sand hier bei Sonneneinstrahlung besonders stark erwärmt. Typische Arten der Sandmagerrasen sind verschiedene Wespen-Arten, etwa die Kreiselwespe (Bembix rostrata). Auch Wildbienen etwa aus der Gruppe der Seidenbienen (Gattung Colletes), Hosenbienen (Gattung Dasypoda) und Sandbienen (Gattung Andrena) nisten gern in Sandmagerrasen. Die Blauflügelige Ödlandschrecke ist eine sehr seltene Heuschreckenart dieses Lebensraums. Nur beim Auffliegen sind die auffällig blau gefärbten Hinterflügel sichtbar. Aber auch viele Laufkäfer, wie der Zierliche Buntgrabläufer (Poecilus lepidus) sind hier zu finden.
Entstehung: Sand-Trockenrasen besiedelten früher aber neben natürlichen Dünenstandorten dynamische Flussauen und ihre Sandflächen, in denen durch Flussbettverlagerungen und Überschwemmungen immer wieder neue Sandflächen entstanden. Durch den seit Ende des 19. Jahrhunderts massiven Ausbau der Unterläufe von Flüssen, die Vertiefung von Fahrrinnen, Uferbefestigungen und Errichtung von Staustufen sind noch verbliebenen dortigen Standorte der Sandtrockenrasen durch Verbuschung als normaler Sukzessionsfolge nahezu verschwunden. Verschiedene Sandstandorte wurden zudem als Baugrund benutzt oder der dortige Sand als Rohstoff abgebaut.
Heute sind Sand-Magerrasen in Mitteleuropa meist in anthropogenen Lebensräumen zu finden, etwa auf extensiv beweideten Binnendünen, am Rand von Flussauen, oder in Hudelandschaften auf basenarmen Sandstandorten. In dieser historischen Kulturlandschaft fanden die Arten der Sand-Magerrasen einen neuen Lebensraum vor und erfuhren eine weite Verbreitung.
Doch auch diese Lebensräume sind in den letzten Jahrzehnten immer mehr aus dem Landschaftsbild verschwunden, da sie wegen ihres geringen wirtschaftlichen Nutzens in einer zunehmend intensiv genutzten Landschaft entweder melioriert und gedüngt oder gar nicht mehr beweidet wurden. In einigen Regionen konnten Sand-Trockenrasen Rückzugsgebiete in der Bergbaufolgelandschaft und auf militärischen Übungsplätzen finden.
Eine typische Sand-Trockenrasenflora hat sich im Naturschutzgebiet Windmühlenberg in Berlin-Gatow herausgebildet. Mit bis zu zehn Meter mächtigen Sandablagerungen am Hang der Nauener Platte zur Havelniederung bietet der Boden die Voraussetzungen für die Entwicklung dieser Rasenform.

### Kalktrockenrasen

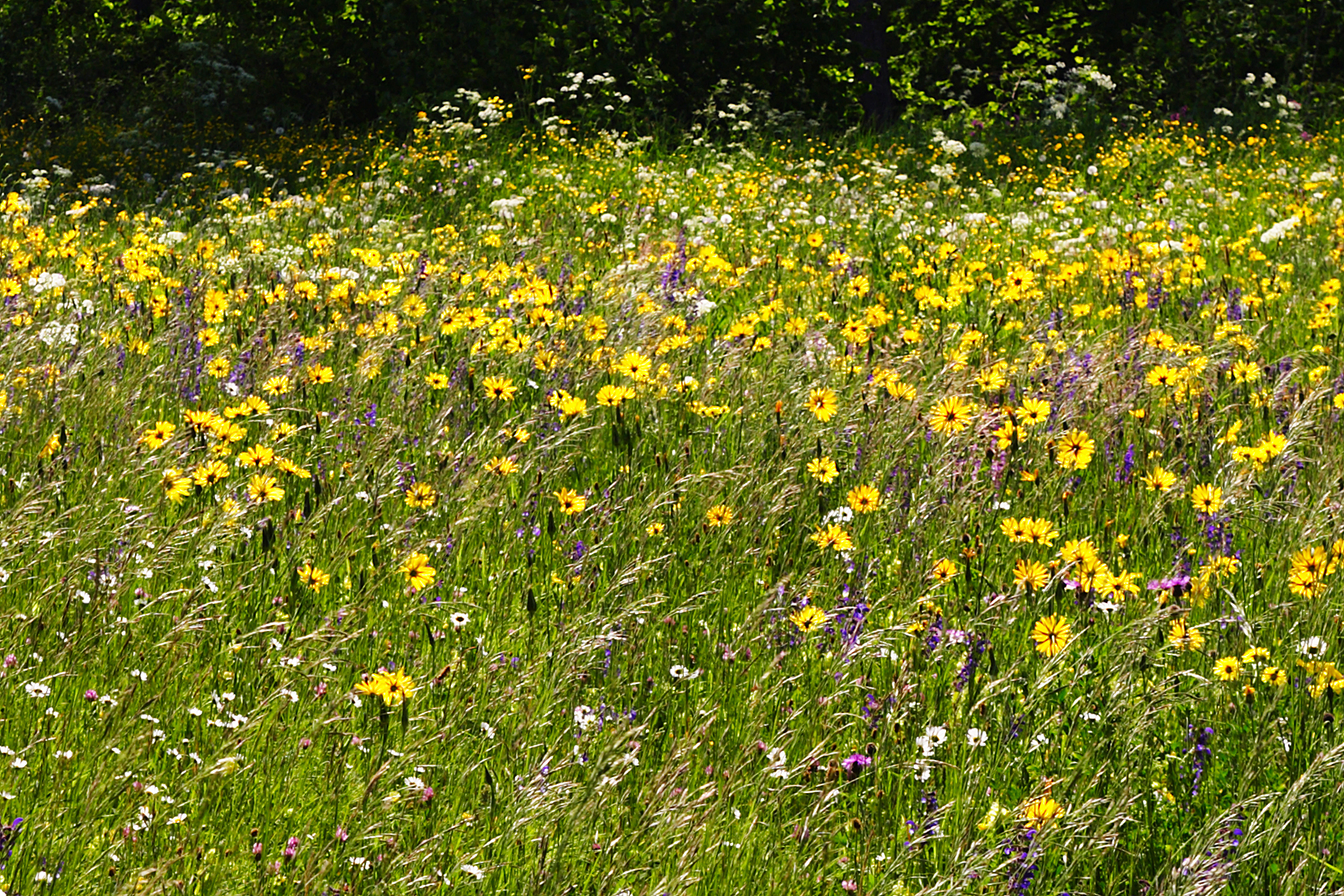
Hochwachsende, einmalig oder gar nicht gemähte Wiesen, Schwäbische Alb. Brachen und gelegentliche Schafbeweidung lässt zahlreiche Grasarten und Blumen zu – auch gefährdete

Die Standorte des Kalkmagerrasens liegen oft auf südlich exponierten Hängen mit guten Drainagebedingungen. Das meist spärliche Niederschlagsangebot wird schnell abgeführt bzw. verdunstet. Als Folge dieser Bedingungen besitzen die vorhandenen Bodenprofile nur einen niedrigen Entwicklungsstand und geringes Nährstoffnachlieferungsvermögen. Den idealen Untergrund bilden flachgründige Kalksteinböden. Die Merkmale des Magerrasens sind schüttere kurze Gräser und eine große Vielfalt an schwachwüchsigen Blumen, wie Küchenschelle, Silberdistel und kleine Enzianarten.

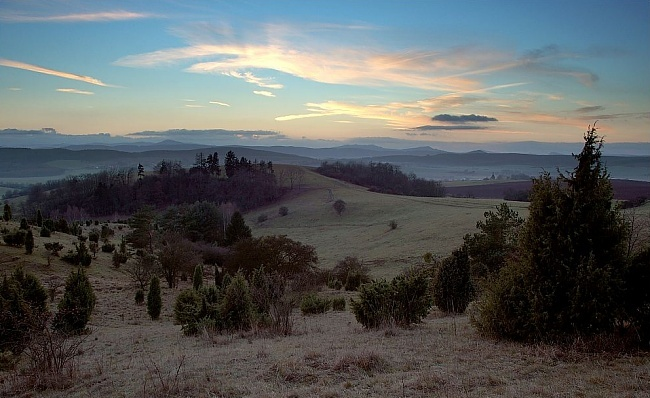
Eine Wacholderheide (Enzian-Schillergras-Rasen) im Werratal, Thüringen

Sie sind typisch für das von kontinentalem Klima geprägte südliche Mitteleuropa. Ihr Pendant im von ozeanischem Klima geprägten nordwestlichen Mitteleuropa sind die Heiden, im hochalpinen Gelände die Matte.
Der Kalktrockenrasen gehört zu Mitteleuropas artenreichsten Pflanzengesellschaften. Diese Form des Trockenrasens ist an kalk- oder doch basenreiche Böden gebunden.

### Weitere Formen
- Brenne, Trockenrasenbiotop in Auwäldern
- Silikat-Trockenrasen
- Steppentrockenrasen (Lehm, -> Steppe)
- Übergangsformen mit günstigeren Nährstoff- und Feuchtebedingungen wie Magerrasen und Halbtrockenrasen (siehe auch Lechtalheiden)
- Wacholderheide (diese Bezeichnung ist gebräuchlich, sagt aber nichts über die Pflanzengesellschaft aus)

Die natürliche Sukzession (Weiterentwicklung) des Trockenrasens führt ihn unter mitteleuropäischen Klimabedingungen hin zu trockenresistenten Waldgesellschaften wie z. B. dem Orchideen-Buchenwald.

## Naturschutz/Pflegemaßnahmen
Die genannten Bedingungen machen den Trockenrasen zum Rückzugsgebiet gefährdeter Tier- und Pflanzenarten. Viele Arten der Roten Liste existieren hier.
Um den Trockenrasen zu schützen und seine Weiterentwicklung zum Gehölz zu verhindern, müssen die Flächen regelmäßig gepflegt werden. Zu den Pflegemaßnahmen zählen extensive Beweidung (Beweidung durch Schafe und Ziegen) und Entbuschungsmaßnahmen (Entkusselung).